# .dev
.dev је домен највишег нивоа којим управља Google.  Предложен је у ICANN-овом новом програму за генеричке домене највишег нивоа (gTLD), а широј јавности је постао доступан 1. марта 2019, са раним периодом приступа који је почео 19. фебруара.  Да би се повећала сигурност домена, цео gTLD је укључен у  HSTS листу претпреузимања. HTTPS је потребан за повезивање на .dev веб страницу. 

## Сигурност
Домен највишег нивоа .dev укључен је на HSTS листу, захтева HTTPS на свим .dev доменима без индивидуалног HSTS уписа.  Веб програмери већ дуже време користе .dev домене у својим интерним мрежама за потребе тестирања. Међутим, након што је Google набавио TLD, таква окружења су престала да функционишу у неким модерним веб прегледачима.  